# Noite Ilustrada
Mário de Souza Marques Filho (Pirapetinga, 10 de abril de 1928 — Atibaia, 28 de julho de 2003), mais conhecido como Noite Ilustrada, foi um cantor, compositor e violonista brasileiro.
O pseudônimo foi dado por Zé Trindade,  que esqueceu seu nome ao apresentá-lo no palco mas lembrou-se de que ele estava  sempre fazendo palavras cruzadas numa revista chamada Noite Ilustrada.  Dessa forma apresentou-o dizendo “ e agora com vocês, Noite Ilustrada!”

## Vida e obra
Teve uma infância muito difícil, primeiro em Além Paraíba com a mãe, sendo posteriormente enviado ao pai no Rio de Janeiro que não quis criá-lo  e o deixouno juizado de menores para cumprir o internato. Após passar por  internato em outra escola, aos 17 anos foi trabalhar numa fábrica de móveis de vime onde teve contato com sambistas da Mangueira. Posteriormente voltou para a cidade de além Paraíba onde conheceu o humorista Zé Trindade que por lá passou ecom quem excursionou por um tempo.Mudou-se para o Rio de Janeiro, onde ingressou na GRES Portela. Em 1955 foi com a escola se apresentar em São Paulo e lá se estabeleceu.
Em 1958, contratado pela Rádio Nacional e pela TV Paulista, gravou o primeiro disco, com a música Cara de Boboca. Sua carreira se estendeu até 2001, quando lançou seu último CD, "Perfil de um Sambista".
Em 1973, canta e atua no filme A Pequena Órfã. Em 1984, foi morar no Recife; em 1994, mudou-se para Atibaia (São Paulo), onde viveria até a morte, em 2003. Em 2002 recebeu o título de cidadão paulistano.
O cantor deixou dois álbuns tributos inéditos, um em homenagem a Ataulfo Alves e outro a Lupicínio Rodrigues.

## Morte
Noite Ilustrada morreu em 28 e julho de 2003. Após se internar em 27 de junho no Hospital Novo Atibaia para o tratamento de câncer de pulmão.

## Discografia
- O Ilustre' (1962)
- Noite Ilustrada (1963), com "Volta por Cima", música de Paulo Vanzolini que se tornaria seu maior sucesso
- Noite no Rio (1964), com outro sucesso, "A Flor e o Espinho", de Nélson Cavaquinho, Guilherme de Brito e Alcides Caminha
- Caminhando (1965)
- Depois do Carnaval (1966)
- Noite Ilustrada (1969)
- Samba sem Problemas (1970)
- Noite Ilustrada (1971), com "Balada Número 7", outro grande sucesso que depois seria gravado por Moacyr Franco
- Noite Interpreta Marques Filho
- O Irmão do Samba (1973)
- Samba sem Hora Marcada (1974)
- Não Me Deixe Só (1978)
- O Fino do Samba (1981)
- Cada vez Melhor (1986)
- Aplauso do Povo (1987)
- Eu Sou o Samba (1997) - CD
- "Perfil de um Sambista" (2001) - CD